# Bazabda
Bazabda fou un antic districte de la regió de Djazirat Ibn Umar en temps del califat abbàssida. Aquest districte se situava a l'oest del Tigris. La capital era Bazabda enfront de la capital regional.